# Mechanitis williamsi
Mechanitis williamsi är en fjärilsart som beskrevs av Fox 1941. Mechanitis williamsi ingår i släktet Mechanitis och familjen praktfjärilar. Inga underarter finns listade i Catalogue of Life.